# UFC 193
UFC 193: Rousey vs. Holm è stato un evento di arti marziali miste tenuto dalla Ultimate Fighting Championship svolto il 15 novembre 2015 all'Etihad Stadium di Melbourne, Australia. Questo evento è noto per il match principale della card, dove Ronda Rousey venne battuta per la prima volta nella sua carriera da Holly Holm. Inoltre venne stabilito il record per il maggior numero di spettatori in un evento UFC.

## Retroscena
Questo fu il primo evento organizzato dalla UFC a Melbourne, ed il terzo a svolgersi all'interno di uno stadio, dopo UFC 129 e UFC on Fox: Gustafsson vs. Johnson, che si tennero rispettivamente al Rogers Centre in Canada e al Tele2 Arena in Svezia.
Nel main event avrebbero dovuto affrontarsi, per il titolo dei pesi welter UFC, il campione Robbie Lawler e l'ex campione ad interim dei pesi welter UFC ed ex campione dei pesi welter WEC Carlos Condit. Tuttavia, l'incontro venne cancellato a seguito di un infortunio al pollice subito da Lawler. Successivamente, venne organizzato come main event l'incontro valido per il titolo dei pesi gallo femminili UFC, tra la campionessa imbattuta Ronda Rousey e la top contender Holly Holm. Il match doveva tenersi inizialmente all'evento UFC 195. Come co-main event si affrontarono, per il titolo dei pesi paglia femminili, la campionessa Joanna Jędrzejczyk e Valerie Letourneau. Questo determinò il primo evento nella storia della UFC ad avere come match principali due incontri femminili.
I lottatori brasiliani, William Macario e Ricardo Abreu dovevano affrontare rispettivamente Brendan O'Reilly e Daniel Kelly. Tuttavia, entrambi i lottatori venne rimosso dalla card alla fine di settembre per infortunio, venendo sostituiti da James Moontasri e Steve Montgomery. Nonostante ciò, il 6 novembre, O'Reilly subì un infortunio e venne rimpiazzato da Anton Zafir.
Michael Bisping avrebbe dovuto vedersela con Robert Whittaker. Tuttavia, Bisping venne rimosso dall'incontro il 30 settembre a causa di un infortunio al gomito; al suo posto venne inserito Uriah Hall.

## Rousey vs. Holm

### Round 1
Rousey iniziò il match in modo molto aggressivo. La Holm, grazie alla sua superiorità nella boxe, riusci a colpire ripetutamente il volto della Rousey con il pugno sinistro, mantenendo così anche le distanze. Dopo aver iniziato una clintch, la Holm riuscì a colpire il volto della Rousey con colpi a breve distanza, causandogli il sanguinamento dal naso. In un secondo tentativo di clintch, la campionessa riuscì ad atterrarla e tentò vanamente di connettere con un armbar. Una volta in piedi, la Holm subì l'offensiva dell'avversaria che riuscì a colpirla con numerosi pugni al volto. Verso la fine del round, entrambe le atlete rientrarono in clintch ma stavolta fu la Holm a portare al tappeto la Rousey.

### Round 2
Nella seconda ripresa, Ronda continuò ad attaccare in modo molto aggressivo nel tentativo di connettere con alcuni potenti pugni. Questa volta però fallì nettamente nel suo intento, venendo anche colpita con tre contrattacchi. Infine la Holm mise a segno un devastante calcio alla testa che pose fine all'incontro per KO a 59 secondi del secondo round.

## Risultati
|                                                   | Divisione         |                        |                 |                    | Metodo                                                      | Round           | Tempo           | Premio          |
| Card Principale                                   | Card Principale   | Card Principale        | Card Principale | Card Principale    | Card Principale                                             | Card Principale | Card Principale | Card Principale |
| ------------------------------------------------- | ----------------- | ---------------------- | --------------- | ------------------ | ----------------------------------------------------------- | --------------- | --------------- | --------------- |
| Sfida valida per il titolo di campione indiscusso | Pesi Gallo (F)    | Holly Holm             | batte           | Ronda Rousey (c)   | KO (calcio alla testa e pugni)                              | 2               | 0:59            | FOTN, POTN      |
| Sfida valida per il titolo di campione indiscusso | Pesi Paglia (F)   | Joanna Jędrzejczyk (c) | batte           | Valérie Létourneau | Decisione unanime (49–46, 49–46, 50–45)                     | 5               | 5:00            |                 |
|                                                   | Pesi Massimi      | Mark Hunt              | batte           | Antônio Silva      | KO Tecnico (pugni)                                          | 1               | 3:41            |                 |
|                                                   | Pesi Medi         | Robert Whittaker       | batte           | Uriah Hall         | Decisione unanime (30–27, 30–27, 29–28)                     | 3               | 5:00            |                 |
|                                                   | Pesi Massimi      | Jared Rosholt          | batte           | Stefan Struve      | Decisione unanime (29–28, 29–28, 29–28)                     | 3               | 5:00            |                 |
| Card Preliminare (Fox Sports 1)                   |                   |                        |                 |                    |                                                             |                 |                 |                 |
|                                                   | Pesi Leggeri      | Jake Matthews          | batte           | Akbarh Arreola     | KO Tecnico (stop medico)                                    | 2               | 3:00            |                 |
|                                                   | Pesi Welter       | Kyle Noke              | batte           | Peter Sobotta      | KO Tecnico (calcio frontale al corpo e pugni)               | 1               | 2:01            | POTN            |
|                                                   | Pesi Mediomassimi | Gian Villante          | batte           | Anthony Perosh     | KO (pugno)                                                  | 1               | 2:56            |                 |
|                                                   | Pesi Mosca        | Danny Martinez         | batte           | Richie Vaculik     | Decisione unanime (30–27, 30–27, 30–27)                     | 3               | 5:00            |                 |
| Card Preliminare (UFC Fight pass)                 |                   |                        |                 |                    |                                                             |                 |                 |                 |
|                                                   | Pesi Medi         | Daniel Kelly           | batte           | Steve Montgomery   | Decisione unanime (29–28, 29–28, 29–28)                     | 3               | 5:00            |                 |
|                                                   | Pesi Welter       | Richard Walsh          | batte           | Steve Kennedy      | Decisione unanime (30–27, 30–27, 29–28)                     | 3               | 5:00            |                 |
|                                                   | Pesi Welter       | James Moontasri        | batte           | Anton Zafir        | KO Tecnico (spinning back kick, spinning back fist e pugni) | 1               | 4:36            |                 |
|                                                   | Pesi Mosca        | Ben Nguyen             | batte           | Ryan Benoit        | Sottomissione (rear-naked choke)                            | 1               | 2:35            |                 |

## Premi
I lottatori premiati ricevettero un bonus di 50.000 dollari.
Legenda:
- FOTN: Fight of the Night (vengono premiati entrambi gli atleti per il miglior incontro dell'evento)
- POTN: Performance of the Night (viene premiato il vincitore per la migliore performance dell'evento)

## Incontri Annullati
|                                                   | Divisione   |                   |        |                  | Motivo                      |
| ------------------------------------------------- | ----------- | ----------------- | ------ | ---------------- | --------------------------- |
| Sfida valida per il titolo di campione indiscusso | Pesi Welter | Robbie Lawler (c) | contro | Carlos Condit    | Lawler subì un infortunio   |
|                                                   | Pesi Welter | William Macario   | contro | Brendan O'Reilly | Macario subì un infortunio  |
|                                                   | Pesi Medi   | Daniel Kelly      | contro | Ricardo Abreu    | Abreu subì un infortunio    |
|                                                   | Pesi Welter | Brendan O'Reilly  | contro | James Moontasri  | O'Reilly subì un infortunio |
|                                                   | Pesi Medi   | Michael Bisping   | contro | Robert Whittaker | Bisping subì un infortunio  |